# Zelenîi Luh, Krîvîi Rih
Zelenîi Luh (în ucraineană Зелений Луг) este un sat în comuna Kirovka din raionul Krîvîi Rih, regiunea Dnipropetrovsk, Ucraina.

## Demografie
Componența lingvistică a localității Zelenîi Luh
     Ucraineană (91,82%)
     Rusă (6,29%)
     Belarusă (1,26%)
     Alte limbi (0,63%)
Conform recensământului din 2001, majoritatea populației localității Zelenîi Luh era vorbitoare de ucraineană (91,82%), existând în minoritate și vorbitori de rusă (6,29%) și belarusă (1,26%).